# قلم حمرة (مسلسل)
قلم حمرة هي دراما اجتماعية سورية تتطرق إلى الأزمة التي تمرّ فيها سوريا، وأوضاع السوريين في الظروف الصعبة التي أصابت بلادهم بعد اندلاع الأزمة. المسلسل من كتابة يم مشهدي وإخراج حاتم علي، قام الموسيقي إياد الريماوي بتأليف الشارة والموسيقى التصويرية للمسلسل. وهو من بطولة عدد من الممثلات والممثلين السوريين. جرى تصوير المسلسل في بيروت، حيث قام المخرج بإظهارها على أنها العاصمة السورية دمشق حيث تدور جميع الاحداث هناك. 
يقدّم المسلسل نظرة بانورامية لأحداث السنوات الخمس الأخيرة وانعكاساتها على المجتمع السوري، ويركز على الطبقة الوسطى قبيل اندلاع الأزمة وفي أثنائها، والحال التي وصلت إليها بعد الأحداث الرهيبة الحالية مصوّرًا طموحات هذه الطبقة وأحلامها، والضفة التي وصلت إليها بعض أسرها في هذه الظروف الصعبة التي تصوغ حياتهم.

## الشخصيات
المسلسل بطولة سلافة معمار التي تجسد شخصية (ورد)، وهي كاتبة نصوص سينمائية تعيش في العاصمة السورية دمشق، وينتهي بها الأمر في إحدى المعتقلات السياسية؛ مما يؤدي بها إلى أن تتضرر حياتها على كافة الأصعدة. يشارك في بطولة المسلسل إلى جانب سلافة معمار النجم عابد فهد الذي جسد شخصية (تيم). المسلسل من كتابة يم مشهدي أما الإخراج فكان لحاتم علي. تدور أحداث المسلسل على مدار خمس سنوات حول ورد (سلافة معمار). ويتعرض المسلسل لسنوات الأزمة السورية، والأثر الذي تركته على حياة البشر في سوريا. كما تطرق المسلسل لمواضيع جريئة منها الدورة الشهرية و المثلية الجنسية التي جسدها الممثل الشاب مصطفى سعد الدين، الذي قام بلعب دور (نورس) وصراعه مع المجتمع، وعدم تقبل عائلته له بعد علمهم بميوله الجنسية بشخصيتي و(أنس) الذيَن اللذان يعانيان من كبت لرغبتهما أمام المجتمع والخجل من حقيقتهما، ونزوع “أنس” إلى الزواج كمحاولة لعيش حياة طبيعية حسب المفهوم المجتمعي للطبيعي. 

## أبطال العمل
- سلافة معمار بدور (ورد)
- عابد فهد بدور (تيم)
- كاريس بشار بدور (هيفا)
- رامي حنا بدور (حازم)
- جلال شموط بدور (غسان)
- دانا مارديني بدور (لينا)
- معتصم النهار بدور (قصي)
- نانسي خوري بدور (ماجدة)
- ديمة الجندي بدور (بسمة)
- ناظلي الرواس بدور (جودي)
- منى واصف بدور (أم ورد)
- أحمد الأحمد بدور (بسام)
- لينا حوارنة بدور (ريم)
- مصطفى سعد الدين بدور (نورس)
- ريم علي بدور صبا